# 多丽丝·莫西希
多丽丝·莫西希（德語：Doris Mosig，1955年7月19日—），德国女子赛艇运动员。她曾代表东德参加世界赛艇锦标赛，获得二枚金牌，均来自女子八人单桨有舵手项目。